# Coloni C4
La Coloni C4 è una monoposto di Formula 1, costruita dalla scuderia italiana Coloni per partecipare al campionato mondiale di Formula 1 1991.
Un'evoluzione della C4, chiamata Andrea Moda C4B, avrebbe dovuto essere utilizzata dal team Andrea Moda Formula nelle prime due gare della stagione 1992; la C4B è stata sostituita a sua volta dalla S921 dal Gran Premio del Brasile.

## Risultati in Formula 1
| Anno | Team              | Motore                             | Gomme | Piloti  |     |     |     |     |     |     |     |     |     |     |     |     |     |  |     |     | Punti | Pos. |
| ---- | ----------------- | ---------------------------------- | ----- | ------- | --- | --- | --- | --- | --- | --- | --- | --- | --- | --- | --- | --- | --- |  | --- | --- | ----- | ---- |
| 1991 | Coloni Racing Srl | Ford Cosworth DFR V8 90° 3.493 cm³ | G     | Chaves  | NPQ | NPQ | NPQ | NPQ | NPQ | NPQ | NPQ | NPQ | NPQ | NPQ | NPQ | NPQ | NPQ |  |     |     | 0     | —    |
| 1991 | Coloni Racing Srl | Ford Cosworth DFR V8 90° 3.493 cm³ | G     | Hattori |     |     |     |     |     |     |     |     |     |     |     |     |     |  | NPQ | NPQ | 0     | —    |

| Anno | Team                | Motore                    | Gomme | Piloti    |    |     |  |  |  |  |  |  |  |  |  |  |  |  |  |  | Punti | Pos. |
| ---- | ------------------- | ------------------------- | ----- | --------- | -- | --- |  |  |  |  |  |  |  |  |  |  |  |  |  |  | ----- | ---- |
| 1992 | Andrea Moda Formula | Judd GV V10 72° 3.500 cm³ | G     | Caffi     | ES | NPR |  |  |  |  |  |  |  |  |  |  |  |  |  |  | 0     | —    |
| 1992 | Andrea Moda Formula | Judd GV V10 72° 3.500 cm³ | G     | Bertaggia | ES | NPR |  |  |  |  |  |  |  |  |  |  |  |  |  |  | 0     | —    |